# Багдасарян, Ваграм Вагинакович
Ваграм Вагинакович Багдасарян (арм. Վահրամ Բաղդասարյան, 15 июня 1961, Ванадзор) — армянский политический деятель. Депутат парламента Армении. Доктор экономических наук, кандидат технических наук, доцент, мастер спорта СССР.
- 1979—1984 — факультет прикладной математики Ереванского государственного университета.
- 1998 — частный Институт внешнеэкономических связей и управления.
- 1984—1989 — работал научным сотрудником НПО «Промавтоматика» в Ванадзоре.
- С 1988 — секретарь комитета ЛКСМ Ванадзорского государственного педагогического института.
- С 1991 — преподаватель кафедры математического анализа.
- С 1992 — работал заместителем директора Ванадзорского мебельного ПО.
- С 1993 — генеральный директор того же ПО.
- С 1995 — одновременно работал заведующим кафедры информатики и прикладных дисциплин Ванадзорского пединститута.
- 1995—2007 — депутат парламента. Заместитель председателя постоянной комиссии по финансово-кредитным, бюджетным и экономическим вопросам. Секретарь депутатской группы «Народный депутат». Член Республиканской партии Армении.
- 2009—2012 — заместитель председателя Совета общественной телерадиокомпании.
- 2012—2018 — вновь депутат парламента.

После мирной резолюции в Армении, произошедшей в 2018 году, неудачно баллотировался в армянский парламент и вскоре перешёл в политическую оппозицию к курсу партии «Мой шаг» и премьер-министру Николу Пашиняну.